# Лигачёв, Егор Кузьмич
Его́р Кузьми́ч Лигачёв (29 ноября 1920, Дубинкино, Каинский уезд, Томская губерния, РСФСР — 7 мая 2021, Москва, Россия) — советский партийный и государственный, российский политический деятель. Секретарь ЦК КПСС в 1983—1990 годах и член Политбюро в 1985—1990 годах.
Член ЦК КПСС с 1976 по 1990 год (кандидат в члены с 1966 года). Депутат Совета Союза Верховного Совета СССР 7—11 созывов (1966—1989) от Томской области. Народный депутат СССР 1989—1992. Депутат Государственной Думы ФС РФ III созыва 1999—2003 от Томского одномандатного округа — старейший депутат этого созыва. Член ЦК КПРФ в 1993—2013. Заместитель председателя — секретарь Совета Союза компартий — КПСС в 1995—2005.

## Биография

### Детство и отрочество
Егор Кузьмич Лигачёв родился 29 ноября 1920 года в деревне Дубинкино Каинского уезда Томской губернии (ныне Чулымский район Новосибирской области) в бедной крестьянской семье.
Лигачёвы — семья сибирских крестьян Кузьмы Антоновича Лигачёва (1895 г.р.) и Матрёны Кузьминичны Белоусовой (1897 г.р.). Они воспитали двоих сыновей, старшего Дмитрия (1918—1945) и младшего Егора.
В 1937 году окончил новосибирскую среднюю школу № 12. Ещё в молодости, став комсомольцем, начал посвящать себя общественной работе, которую продолжил и в институте.
В 1943 году окончил Московский авиационный институт имени Серго Орджоникидзе по специальности «самолётостроение». Трудовую деятельность начал в апреле 1943 г. в Новосибирске на авиационном заводе им. В. П. Чкалова, работал инженером-технологом, начальником группы технического отдела. В 1944 вступил в ВКП(б). В 1944 году выдвинут на комсомольскую работу, был секретарём райкома комсомола Дзержинского района Новосибирска.

### Карьера
C 1946 года — секретарь Новосибирского обкома ВЛКСМ по пропаганде и агитации.
C января 1948 года по август 1949 — первый секретарь Новосибирского обкома ВЛКСМ. В 1951 году получил второе высшее образование в Высшей партийной школе при ЦК ВКП(б).
В 1949—1953 годах — лектор и заведующий отделом Новосибирского горкома КПСС. 1953—1955 годах работал начальником управления культуры, а в 1955—1958 — заместителем председателя Новосибирского облисполкома.
В 1958—1959 годах — первый секретарь Советского райкома КПСС Новосибирска. В 1959—1960 годах — секретарь Новосибирского обкома КПСС. В это время проявил себя на строительстве Новосибирского Академгородка.
С 1961 по 1962 год — заместитель заведующего отделом пропаганды и агитации ЦК КПСС по РСФСР.
C 1962 по 1964 год — заместитель заведующего партийных органов ЦК КПСС по промышленности РСФСР.
С 1964 по 1965 — заместитель заведующего отделом пропаганды и агитации ЦК КПСС по РСФСР.
С 26 ноября 1965 по 29 апреля 1983 года Е. Лигачёв был первым секретарём Томского обкома КПСС. Весной 1979 года обрушился берег Колпашевского яра. В Томске было принято решение с целью предотвращения огласки уничтожить и останки, и признаки этого и иных подобных колпашевских захоронений.
В 1983 году по предложению Генерального секретаря ЦК КПСС Ю. В. Андропова назначен заведующим отделом ЦК КПСС (1983—1985).
Лигачёв вспоминал: «Тогда, в апреле 1983-го, мне позвонил Горбачёв и сказал: „Егор, надо зайти, поговорить. Складывается мнение, что тебе надо стать заведующим отделом организационно-партийной работы“… Немногим позже, рассказывая о том, кто повлиял на решение Андропова назначить меня главным человеком по кадрам, Горбачёв заметил, что к этому приложил руку Андрей Андреевич Громыко». Сменил на должности завотделом И. В. Капитонова.
Заслуживает внимания, что, по утверждению Ю. Изюмова, назначение Лигачёва на этот пост произошло в обход Черненко, когда последний находился в отпуске.
На заседании Политбюро в 1988 году сам Лигачёв мимоходом высказался об этом так: «Работая в Сибири, я не хотел, несмотря на неоднократные приглашения, возвращаться в Москву. И только при новых руководителях — Андропове и Горбачёве — я принял решение участвовать в разработке и осуществлении нового курса партии».
26 декабря 1983 года был избран секретарём ЦК КПСС.
В марте 1985 года поддержал кандидатуру М. С. Горбачёва на должность Генерального секретаря ЦК КПСС, однако потом жалел о своей инициативе, назвав Горбачёва в 1992 году «самой большой кадровой ошибкой».
В апреле 1985 года избран членом Политбюро ЦК КПСС наряду с Н. И. Рыжковым (секретарь ЦК КПСС) и Чебриковым (глава КГБ СССР), по предложению нового генерального секретаря ЦК КПСС М. С. Горбачёва (при этом Лигачёв и Рыжков перешагнули промежуточную обязательную ступень кандидата в члены Политбюро ЦК КПСС, что было необычно на фоне всей истории ЦК КПСС).
В 1985—1988 годах, являясь секретарём ЦК КПСС по организационно-партийной работе и идеологии, фактически был вторым человеком в партии и государстве.
До 1988 года являлся одним из инициаторов и проводников Перестройки.
С сентября 1988 по 1990 год — председатель Комиссии ЦК КПСС по вопросам аграрной политики.
После 1988 года неоднократно выступал с критикой методов и темпов осуществления социально-экономических и политических реформ в СССР.
В 1989—1992 годах — народный депутат СССР.

### Во время распадаСССР
В июле 1990 года освобождён от должности секретаря ЦК и выведен из состава Политбюро. С этого времени не поддерживает отношения с Горбачёвым. Во время событий 19—22 августа 1991 года Лигачёв поддержал Государственный комитет по чрезвычайному положению, но в нём не участвовал.
В декабре 1991 года был одним из тех, кто подписал обращение к Президенту СССР и Верховному Совету СССР с предложением о созыве чрезвычайного Съезда народных депутатов СССР.

### В современной России
C февраля 1993 до февраля 2013 — Член ЦК КПРФ. C 1 июля 1995 года по 16 апреля 2005 года — заместитель председателя — секретарь Совета Союза компартий — КПСС. C 16 апреля 2005 года по 1 ноября 2014 года — секретарь Совета СКП-КПСС.
В 1999—2003 — депутат Государственной Думы ФС РФ третьего созыва от КПРФ. Старейший депутат этого созыва. Как старейший депутат 18 января 2000 года открыл первое заседание Думы III созыва.
В мае 2010 года обратился к председателю ЦК КПРФ Г. А. Зюганову с письмом, в котором подверг критике действия ЦК КПРФ по роспуску бюро Московского горкома и потребовал отмены принятых решений. На пленуме МГК 25 июня 2010 года осудил методы, предпринимаемые президиумом ЦК по отношению к московской организации, а также предостерёг от складывающегося в КПРФ двоевластия ЦК и ЦКРК.
В последние годы жизни, насколько позволяло здоровье, Лигачев занимался общественной и партийной работой. Получал много писем, звонков от единомышленников, поддерживал отношения с руководством Томской и Новосибирской областей. Жил, по его словам, на депутатскую пенсию и книжные гонорары и не жалел, что в молодости не «наработал нефтяных вышек, поместий и зарубежных счетов».
В октябре 2018 года Лигачёв попросил не называть его именем аэропорт Томска (Богашёво).

### Проблемы со здоровьем и смерть
Осенью 2013 года, будучи в 92-летнем возрасте, перенёс операцию на сердце. В 98 лет поскользнулся у себя дома и сломал ногу. Весной 2019 года Лигачёв простудился, а потом у него началась пневмония в тяжёлой форме.
5 апреля 2021 года был госпитализирован в Центральную клиническую больницу. За несколько дней до кончины попал в реанимацию, где его подключили к аппарату искусственной вентиляции лёгких. Медики диагностировали двустороннюю пневмонию и множественные вегетативные нарушения, они оценивали состояние политика как крайне тяжёлое.
Скончался вечером 7 мая 2021 года в Москве на 101-м году жизни. Похоронен 11 мая на Троекуровском кладбище.
26 мая 2023 года на могиле политика был торжественно открыт памятник, созданный томским скульптуром Антоном Гнедых.

## Семья
Старший брат Дмитрий — участник Великой Отечественной войны, с боями дошёл до Германии, где и погиб незадолго до победы. Похоронен на военном кладбище в Веймаре.
Жена — Лигачёва (урождённая Зиновьева) Зинаида Ивановна (1919—1997); поженились в годы войны. Её отец — начальник штаба Сибирского военного округа, комдив Иван Зиновьевич Зиновьев расстрелян в 1938 году в результате ложного доноса. Умерла в июне 1997 года на руках Егора Кузьмича после затяжной мучительной болезни.
Сын — Лигачёв Александр Егорович (род. 1947) — доктор физико-математических наук, член КПРФ, профессор Центра естественно-научных исследований, ведущий научный сотрудник Института общей физики имени А. М. Прохорова РАН. Есть внук Алексей, учился во ВКИМО, (1971) и правнук Егор (2000).
Егор Кузьмич был приверженцем здорового образа жизни и трезвости не только на словах, он занимался спортом, ходил на лыжах.

## Оценки деятельности
За годы работы Е. К. Лигачёва на посту первого секретаря Томского обкома КПСС была развёрнута нефтедобывающая промышленность, проложены нефтепровод Александровское — Анжеро-Судженск, новые линии электропередач, основаны Стрежевой и Кедровый, в Томской области появилось несколько вахтовых посёлков геологов, нефтяников и лесозаготовителей, аэро- и речные порты, мосты через реки Обь и Томь, автомобильные дороги, железная дорога Асино — Белый Яр, построен аэропорт Богашёво (1968), вступил в строй Томский нефтехимический комбинат. Практически заново были созданы крупные строительные организации, мощные предприятия стройиндустрии с проектными институтами, с заводами по производству строительных материалов и конструкций. Как первый секретарь Томского обкома КПСС, большой вклад внёс в решение социальных проблем томичей, при нём были введены в эксплуатацию магистраль снабжения Томска теплом от Сибирского химического комбината и водопровод из подземных источников. Возросло строительство школ, больниц, домов быта, магазинов. Тысячи людей переселились из бараков и подвалов в благоустроенное жильё. Были построены аэропорты в Колпашеве, Стрежевом, созданы крупные сельскохозяйственные комплексы по производству молока, мяса, яиц, овощей. Томская область, прежде завозившая значительную часть продуктов питания из других регионов страны, стала поставлять продовольственные товары в другие регионы (см. ежегодник "Народное хозяйство СССР" за 1945-1987 гг.).
В период руководства Лигачёвым томской партийной ячейкой развивались научная и культурная сферы Томской области: созданы два крупных центра науки — филиалы АН СССР и АМН СССР, выстроены здания Дворца спорта (1973), драматического театра (1978), мастерские для художников и другие объекты науки и культуры. Создана первая в Томске специализированная организация по реставрации памятников архитектуры — «Томскреставрация» (1976), которая стала проводить работы по восстановлению объектов, в первую очередь, деревянного зодчества. Открыт художественный музей.
Е. К. Лигачёв активно поддерживал разработку проекта АСУ области, осуществлявшуюся под руководством Ф. И. Перегудова, руководство области во главе с ним добилось включения Томска в экспериментальный список четырёх городов по постройке вычислительных центров коллективного пользования, в рамках отработки идеи территориальных центров в проекте ОГАС академика Глушкова.

«Мне нравились его энергия, напористость. Работая в ЦК, я поддерживал с Лигачёвым, как секретарём Томского обкома, постоянный контакт, видел его искреннее стремление больше сделать для своей области… Лигачёв выделялся среди секретарей обкомов не только деловитостью, но и кругозором, общей культурой»— М. Горбачёв
По характеристике знавшего его Валерия Скурлатова, он «производил впечатление инициативного и нацеленного на модернизацию — по крайней мере, технологическую, — патриота-государственника».
Егору Лигачёву приписывается авторство и активное участие в воплощении антиалкогольной кампании, начатой 7 мая 1985 года. В книге Евгения Ю. Додолева «Красная дюжина. Крах СССР: они были против» приводится признание Е. Лигачёва в ошибочности стратегии той кампании. Сам он также подтверждал это, утверждая, что «был самым активным организатором и проводником той антиалкогольной кампании», при этом добавляя: «Мы хотели быстро избавить народ от пьянства. Но мы заблуждались. Чтобы справиться с пьянством, нужны долгие годы активной, умной антиалкогольной политики».
Также на Е. Лигачёва возлагали ответственность за кампанию, развёрнутую против кооператива «Печора» и его руководителя — организатора старательских артелей по добыче золота Вадима Туманова.
Касательно вопроса участия Лигачёва в выдвижении Б. Н. Ельцина отмечается, что он обратил внимание на Ельцина по воле Ю. В. Андропова. Леонид Млечин указывает: «Лигачёв не раз вспоминал, как в конце декабря 1983 года ему из больницы позвонил Андропов и попросил при случае побывать в Свердловске и „посмотреть“ на Ельцина… выдвинуть Ельцина Андропов тогда не успел». М. С. Горбачёв вспоминал, во время поездки в Свердловск Лигачёв: "оттуда аж ночью звонит, не выдержал: «Михаил Сергеевич, это наш человек! Надо брать его», а когда встал вопрос о смене первого секретаря Московского горкома В. В. Гришина, Горбачёв «решил попробовать Ельцина». Согласно А. Хинштейну, Ельцин оказал впечатление на Лигачёва («Масштабный работник, сумеет повести дело») и, по рекомендации Егора Кузьмича, в апреле 1985-го Ельцин попал в аппарат ЦК КПСС, а далее «Горбачёв предложил „посмотреть“ его на посту секретаря ЦК. С примеркой на первого секретаря Москвы». Горбачёву он нравился активностью, «неординарными подходами». Ю. А. Прокофьев отмечал, что Е. З. Разумов, замзаведующего орготделом ЦК КПСС Лигачёва, «трижды выступал против предложения Лигачёва по Ельцину: и когда того предлагали секретарём Московского горкома, и когда — секретарём ЦК»[страница не указана 1725 дней].
Бывший первый секретарь Московского горкома КПСС Юрий Прокофьев писал: 

«Я знаю, по крайней мере, три „ходячие ошибки“ Лигачёва: Ельцина — его выдвиженца, Травкина он предложил и Коротича в „Огонёк“ посадил. Вот почему я отношусь к Егору Кузьмичу неоднозначно»[страница не указана 1725 дней]
Виталий Коротич говорил о нём так: 

«В характере Лигачёва не было подлости, он говорил, что думал. Он не был человеком для тайного заговора и переворота, а хотел открыто перетянуть на свою сторону большинство в Политбюро и ЦК»
Главный редактор «Советской России» Валентин Чикин отзывался о Лигачёве: 

«Канонический партиец, десятки лет отдавший партработе. Всё то, что мы писали в „заявлениях о приёме“, вся уставная суть воплотилась в нём: вера и верность, доверие и уважение, справедливость и исполнительность. Эта уставная воплощённость всегда возвышала его над нами, рядовыми, и блокировала его, как каменная стена. Для него вышестоящая партийная инстанция — я имею в виду генсека — это всё. У Лигачёва не было даже и мысли покуситься на его пост»
- Бывший первый секретарь ЦК ЛКСМ Украины Анатолий Матвиенко вспоминал:

«Каким уж ортодоксальным был член Политбюро ЦК КПСС Егор Лигачёв, но и он почему-то всячески поддерживал коммерческое движение в ВЛКСМ, организацию кооперативов, научно-технических центров и т. д.»
- Как отмечает Е. В. Мухин, Лигачёв был сторонником разгосударствления экономики, считая, что трудовые коллективы должны стать полноправными владельцами своих предприятий[70].
- Бывший начальник «Главтомскстроя» Борис Мальцев: «только Лигачёв не позволял трогать и изменять исторический центр Томска — проспект Ленина. Этого делать нельзя ни в коем случае. В своё время и я рвался туда, и спасибо Егору Кузьмичу за то, что он в исторический центр нас, тогда молодых, не пустил. Томск должен оставаться старым городом»[71].

### Критика
- За годы работы Лигачёва на посту первого секретаря Томского обкома КПСС в Томске, несмотря на протесты общественности, были разрушены ценные в историческом и архитектурном плане здания, такие как бывшие торговые ряды Гостиного двора и ипподром[72], а в бассейне «Томь» позже выявили ряд грубых недостатков и нарушений технологии строительства, которые не позволили его в дальнейшем использовать по назначению, а позднее здание пришлось и вовсе взорвать[72][73], хотя бассейны, построенные в более ранние годы в других городах по тому же проекту, пригодны к использованию до сих пор[72].

## Высказывания
- Автор крылатой фразы «Чертовски хочется работать!», выражение сложилось на основе фразы из выступления на Пленуме ЦК КПСС (6 февраля 1990 г.).
- Автор фразы «Ты, Борис, не сделал правильных политических выводов», сказанной Борису Ельцину в 1988 году на XIX партконференции[74].
- Про «мамонтов». Так ты говоришь, что я вымирающий динозавр? Мамонт? А ты не задумывался над тем, что после эпохи динозавров начинается эпоха крыс? Вы ещё о нас, мамонтах, пожалеете!Лигачёв — Виталию Коротичу,
- «Что касается малого бизнеса, то КПРФ постоянно выступает за создание для него благоприятных условий, — пишет Егор Лигачёв в своей статье 2008 года, — Но если такая позиция обусловлена, прежде всего, необходимостью улучшения обслуживания населения, то для президента (РФ) развитие малого предпринимательства нужно, чтобы сформировать свою широкую социальную базу в виде так называемого среднего класса». Там же он отмечает: «Сейчас рабочий класс обновляется, в него вливаются инженерно-технические работники, он по-прежнему является ведущей силой в борьбе за народовластие, социализм. Его хотят в значительной степени заменить мигрантами, иностранной рабочей силой. Этот процесс идёт уже полным ходом»[75].

## Награды, звания
- Два ордена Ленина (1970[5][52], 1980[5][52]);
- Орден Октябрьской Революции (1976)[5][52];
- Два ордена Трудового Красного Знамени (28.10.1948[5], 1967[5][52]);
- Орден Отечественной войны 1-й степени (23 апреля 1985 года)[76];
- Орден «Знак Почёта» (1957)[5][52];
- Медаль «В ознаменование 100-летия со дня рождения Владимира Ильича Ленина» (1970)[52];
- Медаль «За доблестный труд в Великой Отечественной войне 1941—1945 гг.» (1945)[52];
- Медаль «За освоение целинных земель» (1957)[52];
- Медаль «Тридцать лет победы в Великой Отечественной войне 1941—1945 гг.» (1975)[52];
- Региональные и общественные награды:
  - Почётный гражданин Томской области (20.11.2000)[77];
  - Медаль «За выдающийся вклад в развитие Сибири» (Сибирское отделение РАН, 2003)[52];
  - Орден «Томская Слава» (Томская область, 20.05.2014)[78];
  - Почётный гражданин города Томска (27.11.2015)[79].

## Факты о жизни
- Поклонник творчества Николая Гумилёва[80].

## В документалистике
- «Вторая русская революция» — Би-Би-Си (1991 год)
- Егор Лигачёв. Воспоминания (ГТРК «Томск», 2015)[81]
- Отечество, работа и любовь… («Томское время», 2020)[8]